# 襄州北站
襄州北站，是浩吉铁路位于湖北省襄阳市襄州区的一个万吨组合分解站。该站是浩吉铁路唯一的编组站，被誉为浩吉铁路的心脏。